# Frölich
Frölich oder Froelich ist ein deutscher Familienname.

## Namensträger
- Albert Froelich (1876–1953), Schweizer Architekt
- Alois von Frölich (Josephus Aloysius Froelich; 1766–1841), deutscher Arzt und Naturforscher
- Andreas Frölich (* 1963), deutscher Pianist
- Anna-Charlotte Frölich (1907–nach 1951), deutsche Chemikerin
- August Frölich (1877–1966), deutscher Politiker (SPD/SED)
- Carl Froelich (1875–1953), deutscher Filmregisseur
- Carl Friedrich Frölich (auch Karl Friedrich Frölich; 1802–1882), deutscher Apotheker und Botaniker
- Carl Gustaf Frölich (1637–1714), schwedischer General der Infanterie
- Carl Wilhelm Frölich (1759–1828), deutscher Aufklärer
- Charlotta Frölich (1698–1770), schwedische Schriftstellerin und Dichterin
- Christian Frölich (* 1968), deutscher Politiker (CDU)
- Eva Margaretha Frölich (um 1650–1692), deutsche Schriftstellerin
- Erasmus Frölich (1700–1758), österreichischer Jesuit, Historiker, Bibliothekar und Numismatiker, siehe Erasmus Fröhlich
- Eric Froelich (1937–2023), deutsch-kanadischer Profi-Wrestler
- Ernst Froelich (1866–1928), deutscher Unternehmer und Politiker, MdR
- Fortunat Frölich (* 1954), Schweizer Komponist und Dirigent
- Gottfried Frölich (1894–1959), deutscher Generalmajor
- Gustav Frölich (Architekt) (1858–1933), österreichisch-deutscher Architekt
- Gustav Frölich (Agrarwissenschaftler) (1879–1940), deutscher Agrarwissenschaftler
- Gustav Frölich (Schwimmer) (1902–1968), deutscher Schwimmer
- Heinz Frölich (1908–2004), deutscher Schauspieler
- Henning Frölich (* 1982), deutscher Basketballspieler
- Henriette Frölich (1768–1833), deutsche Schriftstellerin
- Hermann Frölich (1827–1888), deutscher Lithograph und Autor
- Hugo Froelich (1885–nach 1942), deutscher Schauspieler und Aufnahmeleiter
- Jack Edward Froehlich (Jack E. Froelich; 1921–1967), US-amerikanischer Luft- und Raumfahrtingenieur
- Johann Christoph Frölich von Frölichsburg (1657–1729), österreichischer Strafrechtsgelehrter
- Jürgen Frölich (Historiker) (* 1955), deutscher Historiker
- Jürgen C. Frölich (* 1939), deutscher Mediziner, Pharmakologe und Hochschullehrer
- Karl Friedrich Frölich (1802–1882), deutscher Apotheker und Botaniker, siehe Carl Friedrich Frölich
- Karl Wilhelm Adolf Frölich (1877–1953), deutscher Jurist, Rechtshistoriker und Heimatforscher
- Kai Frölich (* 1960), deutscher Biologe, Tierarzt und Hochschullehrer
- Kurt Frölich (1893–1941), deutscher Arbeiterfunktionär und Widerstandskämpfer
- Max Froelich (1851–1928), deutscher Apotheker und Ministerialbeamter
- Moritz von Froelich (1787–1858), deutscher Generalleutnant
- Oskar Frölich (1843–1909), Schweizer Physiker
- Paul Frölich (Orgelbauer) (1720–nach 1774), deutscher Orgelbauer
- Paul Frölich (Architekt) (1874–1946), deutscher Architekt
- Paul Frölich (Politiker) (1884–1953), deutscher Publizist und Politiker, MdR
- Peter Froelich (* um 1955), US-amerikanischer Soziologe und Hochschullehrer
- Rosi Frölich (1888–1987), deutsche Politikerin (SPD, KPS), siehe Rosi Wolfstein
- Tomasz Froelich (* 1988), deutsch-polnischer Politiker (AfD)
- Walther Froelich (1880–1945), deutscher Richter
- Wilhelm Frölich (Journalist) (1877–1951), deutscher Journalist
- Wilhelm Frölich (1504/1505–1562), Schweizer Söldnerführer und Grossrat
- Xaver Frölich (1822–1898), deutscher Archivar und Historiker